# Eucithara delacouriana
Eucithara delacouriana is een slakkensoort uit de familie van de Mangeliidae. De wetenschappelijke naam van de soort is voor het eerst geldig gepubliceerd in 1869 door Crosse.